# Río Mahanadi
El río Majánadi en un largo río de la parte centrooriental de la India que desemboca en el golfo de Bengala en un amplio delta que comparte con el río Brahmani. Tiene una longitud de 858 km y drena una gran cuenca de alrededor de 132.100 km², similar a países como Grecia o Nicaragua. El río fluye a través de los estados de Chhattisgarh y Orissa, aunque su cuenca también comprende parte de los estados de Jharkhand y Maharashtra.
El nombre proviene del sánscrito mahā: ‘gran’, y nadī: ‘río’, literalmente, ‘río Grande’.
En el delta existe uno de los bosques de manglares más grandes de la península india, y es una de las principales zonas productoras de arroz de la costa oriental de la India. El río Majánadi irriga un valle fértil donde, además del arroz, son cultivados la gárgola y el azúcar.

## Geografía

### Fuente
Al igual que muchos otros ríos estacionales de la India, el Majánadi también nace de una combinación de muchos arroyos de montaña y por tanto su fuente exacta es imposible de precisar. Sin embargo su cabecera más lejana se encuentra a 6 km del pueblo de Pharisiya, a unos 877 m sobre el nivel del mar, al sur de la pequeña ciudad de Nagri (6565 hab. en 2001), en el distrito de Dhamtari, en el estado de Chhattisgarh. Las colinas aquí son una extensión de las Ghats orientales y son la fuente de otras muchas corrientes de agua que acabaran uniéndose al Majánadi.
Durante los primeros 80 km de su curso, el Mahánadi fluye en dirección norte y drena la parte oriental del distrito de Raipur. Es un río bastante estrecho en este tramo, y la anchura total de su valle no es superior a los 500-600 metros. Luego entra en el distrito de Bilaspur donde se une con su primer afluente de importancia, el río Seonath.

### Curso medio
Después de unirse al Seonath, el río fluye en dirección este en el resto de su viaje. Se une a los ríos Jonk y Hasdeo aquí, antes de entrar en el estado de Orissa después de haber recorrido cerca de la mitad de su longitud total. Cerca de la ciudad de Sambalpur, es represado por la mayor presa de tierra en el mundo, la presa de Hirakud. Una estructura compuesta de tierra, hormigón y mampostería, la presa mide 24 kilómetros, incluyendo diques. Se extiende entre dos colinas, la Lamdungri, a la izquierda y la Dunguri Chandili, a la derecha. También forma el mayor lago artificial en Asia, con un embalse de 743 km² a plena capacidad y un litoral de más de 640 km. La presa tiene una torre alta (Gandhi Minar) para la inspección de la propia presa.
Antes de la construcción de la presa en 1953, el Majánadi tenía un ancho de cerca de una milla en Sambalpur y llevaba enormes cantidades de sedimentos, especialmente durante el monzón. Hoy en día, es un río manso después de la presa y se une con el Ib, Ong, Tel y otras corrientes menores. A continuación, flanquea los límites del distrito de Baudh y se ve forzado a un curso tortuoso, entre crestas y salientes, en una serie de rápidos hasta que llega a Dholpur, Orissa. Los rápidos terminan aquí y el río corre hacia las Ghats Orientales, abriéndose camino a través de ellas por la garganta Satkosia, de unos 64 km de largo. Densos bosques cubren las colinas que flanquean el río aquí. El río entra en la llanura de Orissa en Naraj, a unos 11 km de Cuttack, donde se derrama aguas abajo entre dos cerros separados por una milla de distancia. Se ha construido aquí una presa para regular el caudal del río en Cuttack.

### Curso bajo y delta del río

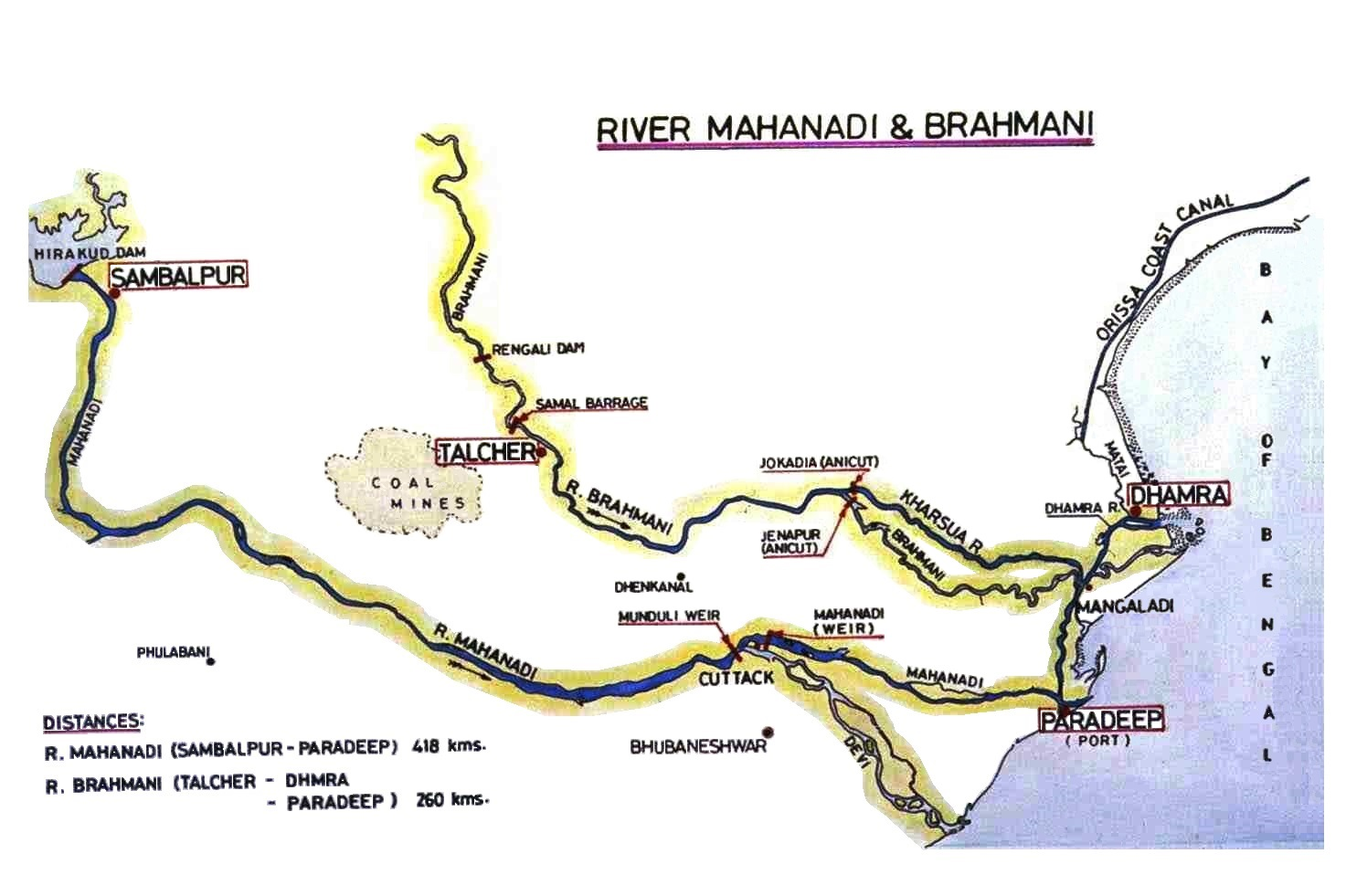
Croquis del Majánadi después de Sambalpur. También se muestra el río Brahmani

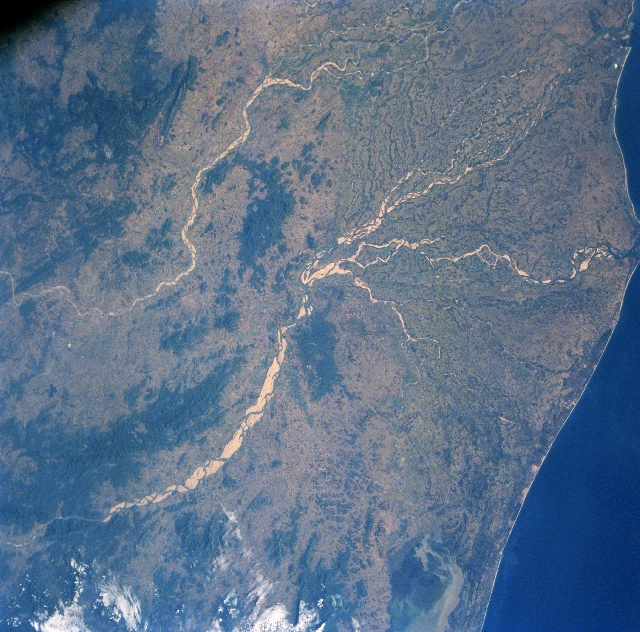
El delta del río Majánadi en False Point. (El Norte está a la izquierda)

El río atraviesa el distrito de Cuttack en dirección este-oeste. Justo antes de llegar a la ciudad de Cuttack, emite un gran distributario llamado el Kathjori. La ciudad de Cuttack está en elbifurcación que separa los dos canales. El Kathjori luego arroja muchas corrientes como el Kuakhai, Devi y Surua que entran en la bahía de Bengala después de entrar en el distrito de Puri. El propio Kathjori cae en el mar como el Jotdar. Otros de los distributarios del Majánadi son los ríos Paika, Birupa, Chitartala, Genguti y Nun. El Birupa pasa luego a unirse al río Brahmani, en Krishnanagar, y entra en la bahía de Bengala en Dhamra.
El mismo Majánadi entra en el mar a través de varios canales, cerca de Paradeep en False Point, en el distrito de Kendrapara. El delta combinado de los numerosos distributarios del Majánadi y el Brahmani es uno de los más grandes de la India, extendiéndose sobre un área de 141.589 km², que es casi el 4,3 % del país. Se ubica en los estados de Chhattisgarh (75.136 km²), Orissa (65.580 km²), Bihar (635 km²) y Maharashtra (238 km²). Sus tributarios principales son el Seonth, el Jonk, el Hasdeo, el Mand, el Ib, el Ong, y el Tel.
Geográficamente el delta puede ser dividido en cuatro regiones:
- la meseta del Norte;
- los Ghats Orientales;
- el llano costero;
- los llanos centrales.

Los dos primeros son regiones montañosas. El llano costero es la región central interior del delta, atravesado por el río y sus tributarios.
Los tipos de suelo encontrados son suelos rojos y amarillos, mezcla de suelos rojos y negros y suelos deltaicos.

## Navegación
Antes de la construcción de la presa de Hirakud, el Majánadi era navegable desde su desembocadura hasta Arrang, a una distancia de unos 150 km de su nacimiento. Sin embargo numerosas presas, aparte de la Hirakud, han puesto fin a eso. Hoy en día, los barcos están restringidos a la región del delta y el embalse de Hirakud.

## Comercio y agricultura
La ciudad de Sambalpur fue un prominente lugar de comercio de diamantes en el mundo antiguo y el propio río ha sido denominado como Manada en las obras de Ptolomeo. Sin embargo hoy el valle de Majánadi es conocido por su suelo fértil y floreciente agricultura. Antes de la presa de Hirakud, el río llevaba más sedimentos que cualquier otro río en el subcontinente indio. y como resultado, su delta tenía uno de los mayores rendimientos por hectárea en el conjunto de la India. Hoy en día la agricultura depende principalmente de una red de canales que se nutren del río. El arroz, las semillas oleaginosas y la caña de azúcar son los principales cultivos aquí. Un valle igualmente fértil, aunque menor, es el valle del curso temprano del río, cerca de Raipurd.

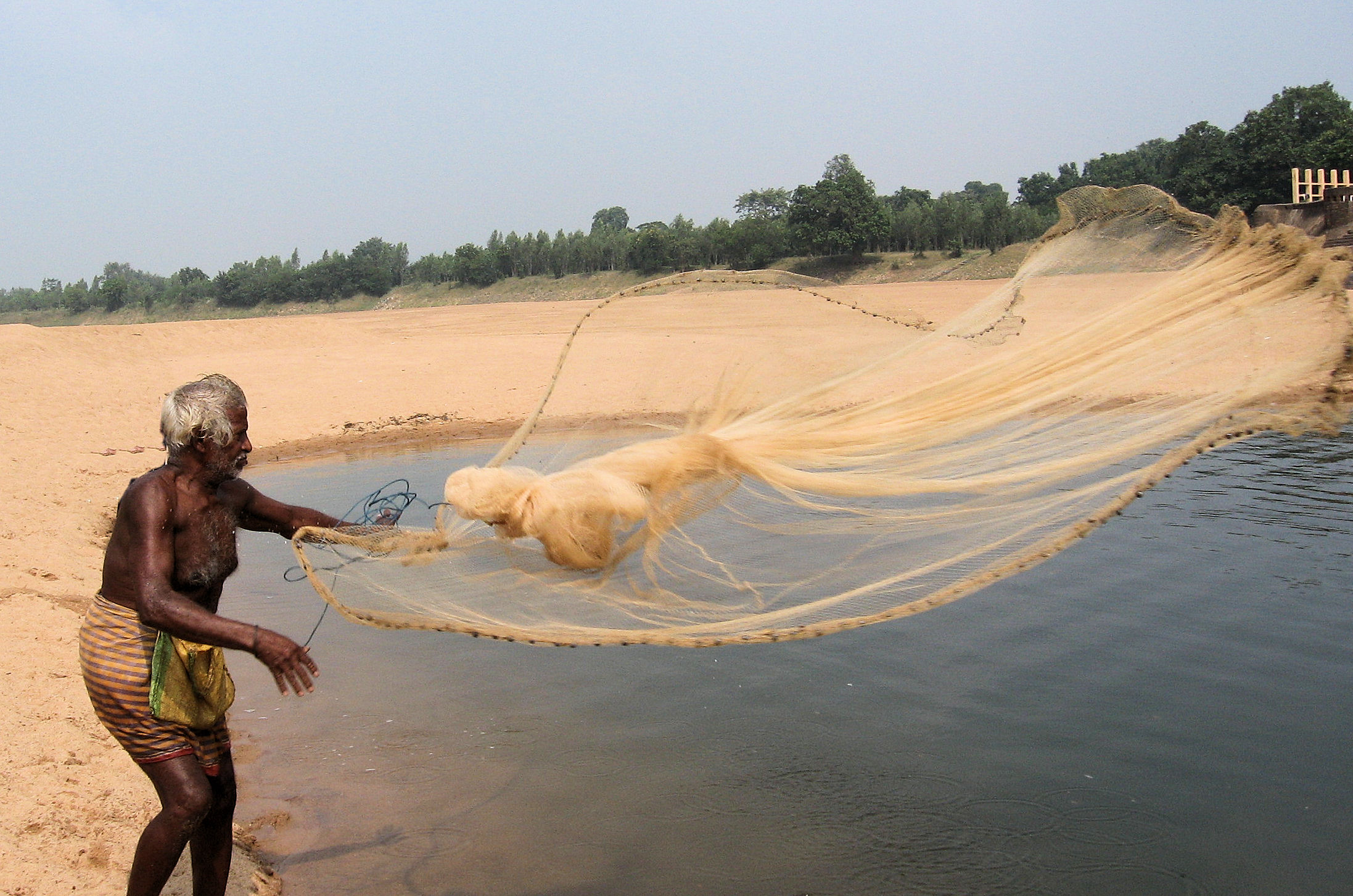
Un pescador en el río, en Cuttack, Orissa

## Agua
Se ha evaluado en esta cuenca un promedio anual potencial de aguas superficiales de 66,9 km³. De ellos, 50 km³ de agua serían utilizables. El área cultivable en la cuenca es de aproximadamente 80.000 km², que es el 4% de la superficie total cultivable del país.
El uso actual de las aguas superficiales en la cuenca es de 17,0 km³. La capacidad de almacenamiento actual en la cuenca se ha incrementado significativamente desde la independencia. De solo alrededor de 0,8 km³ en el período pre-plan, la capacidad total de almacenamiento de los proyectos acabados ha aumentado a 8,5 km³. Además, una cantidad considerable de almacenamiento de más de 5,4 km³ se creará cuando concluyan los proyecto en construcción. También están previstos proyectos de almacenamiento por unos 11,0 km³ adicionales. El potencial hidroeléctrico de la cuenca ha sido evaluado en 627 MW a un 60% del factor de carga.
En su punto máximo durante el monzón, el Majánadi tiene una tasa de descarga de 2 millones de pies cúbicos por segundo, casi tanto como el mucho más grande Ganges. Sin embargo, debido a su carácter estacional, el río es sobre todo un canal estrecho flanqueado por anchos bancos de arena la mayoría del año.

## Inundaciones
El Majánadi era notorio por sus devastadoras inundaciones a lo largo de la historia, de las que hay constancia registrada. Sin embargo, la construcción de la presa Hirakud ha cambiado la situación y hoy en día, una red de canales, presas y diques de contención mantienen el control del río. Sin embargo las fuertes lluvias todavía pueden causar inundacióones a gran escala como se evidenció en septiembre de 2008, cuando 16 personas murieron cuando el río desbordo sus orillas.